# فریمتاون (ویرجینیای غربی)
فریمتاون (به انگلیسی: Frametown) یک منطقهٔ مسکونی در ایالات متحده آمریکا است که در شهرستان برکستون، ویرجینیای غربی واقع شده‌است.